# شركة حافون للصيد البحري
شركة حافون للصيد البحري ( HFC ) هي شركة صيد مقرها مدينة بوصاصو، العاصمة التجارية لولاية بونتلاند المتمتعة بالحكم الذاتي في شمال شرق الصومال.

## النشاط

### صيد السمك
تأسست شركة حافون لصيد الأسماك في يوليو 1992 في مدينة بوصاصو، وسميت باسم مدينة حافون الساحلية شمال شرق البلاد، حيث تملك الشرك مكتبا فرعيا.
تقوم الشركة بتصدير العديد من المنتجات السمكية إلى الأسواق الدولية، بينها الكركند والأسماك المجمدة ولحوم وزعانف أسماك القرش المجففة، ويتم تصديرها بشكل أساسي إلى اليمن والإمارات العربية المتحدة وسلطنة عمان، بالإضافة إلى بعض المنتجات التي تُصدّرُ إلى كينيا في منطقة البحيرات العظمى الإفريقية، كما تستكشف الشركة أيضًا أسواقًا عالمية إضافية لسلعها السمكية.

### العقارات
بجانب نشاط الشرك في الصيد البحري، تقوم الشركة بأنشطة تجارية في سوق الإسكان في بونتلاند، من خلال نشاطها في التطوير العقاري.

## أنظر أيضا
- مدبغة بوصاصو
- قائمة الشركات في الصومال

## روابط خارجية
- الموقع الرسمي